# 園川鉄夫
園川 鉄夫（そのかわ てつお、1961年12月26日 - ）は、東京都世田谷区出身の日本の会社経営者。ベンツを5,000台売った男。

## 来歴

### 生い立ち
1961年12月26日に、当時会社経営者であった園川秩夫とその妻である良子の長男として東京都世田谷区に生まれた。祖父で地質学者の園川馨は熊本県八代市出身だが澤柳政太郎に師事し東北大学工学部土木工学科に進む。1928年に東北大学にて博士号を収得し、併合中の朝鮮に渡り土木の地質調査を始め研究所の立ち上げなどに努めた。終戦後帰国し、日本の地質学会で活躍しながら世田谷区に居住する。父の園川秩夫は不動産を中心にこの地で会社経営をする。秩夫とその妻の良子との間に長女が一人誕生し、第二子の長男として鉄夫が誕生した。秩夫は戦争を経験したこともあり非常に厳しい人であった。それと相対するように良子は温厚でともても優しい人であった。その両親の性格がバランスよく鉄夫に影響し、現在の成功に繋がったとも言える。事業のやり方については不動産を経営していた秩夫からいろいろとを教わった。秩夫の口癖は「とにかく自らは頭か身体をいつも必ず動かしていること」「休めば動いている人間に追いつかれ追い抜かれるだけだ」であった。鉄夫の身体を動かしていない時も頭を動かす癖は現在でも続いている。

### 学生時代
幼いころより父親譲りの影響により輸入自動車に興味を持つ。小、中、高は生徒会副会長を受け持つなど実績を残しこの地で学校を卒業し国士舘大学時代から友人3人で輸入販売会社を起業。その後、某大手輸入販売会社で修業を重ねる。

### 会社員時代
その後、株式会社ヤナセ横浜支店宮前営業所に1987年に就職。ここに4年在籍し数々の社内表彰を受ける。また、難販車種は日本一位を取得する実績を誇る。

### 会社経営
1991年に株式会社ヤナセを退社、直後にドイツ車をメインとした販売会社を起業し、1991年から2001年にかけて世間では失われた10年と言われる中、起業して9年で2000年横浜市の港北ニュータウンに地上5階建ての本社ビルを建設する。その際、ヨーロッパを何度も行き来して研鑽し、自ら設計・デザインを行った。
競合車種より差別化する為に高級車種に専念し、2001年に日本FAB DESIGN（ファブ デザイン）株式会社を並行して創業。同時にCarlsson（カールソン）ジャパン正規ディーラーとしてSクラスは日本一の販売台数の結果を残す。2003年には商社ニチメン(現在は双日)との合同事業により、中国、上海に高級輸入車事業企画をマネージャーとして展開する。2006年に日本モーゼル株式会社（日本、ドイツ、イタリアの洗練された技術者を集め、園川が主導し、三国共同事業を実現し現在に至る。）を代表取締役として就任。他、あらゆるヨーロッパブランドを手掛け日本に於て実績を残す（ロシア TOP CAR/ドイツ LUMMA DESIGN/スイス FAB DESIGN/デンマーク KLEEMANN/イギリス KAHN DESIGN）。以上の事業開始の時も競合会社は必ず2、3社存在していた。しかし、園川はそれらを出し抜いて必ず一番最初に提携して事業を開始した。スピードに於て他社の後塵を拝したことはない。現在は主にMOSELのデザイナーとして開発を行っており、不動産管理、船舶関係の開発にも携わり、CEOとして現在に至る。故長嶋茂雄名誉監督、北野武映画監督など一流のカスタマーを持ち、学生時代から含め生涯で5,000台の輸入車を販売した。